# Hymenophyllum lehmannii
Hymenophyllum lehmannii är en hinnbräkenväxtart som beskrevs av Georg Hans Emmo Wolfgang Hieronymus. Hymenophyllum lehmannii ingår i släktet Hymenophyllum och familjen Hymenophyllaceae. Inga underarter finns listade.